# Інінтімей
Тиберій Юлій Інінтімей Філоцезар Філоромей Евсеб (*Τιβέριος Ἰούλιος Iνινθιμηος Φιλόκαισαρ Φιλορώμαίος Eυσεbής, д/н —240/242) — цар Боспору у 235—240/242 роках.

## Життєпис
Походив з династії Тиберіїв Юліїв. Молодший син боспорського царя Котіса III. Після смерті батька і середнього брата Рескупоріда IV (можливо останнього повалив) у 235 році стає новим царем Боспору і тавроскіфів. З огляду на складне становище доволі швидко припинив карбування золотих монет, перейшовши на срібні та бронзові з зображенням Афродіти-Уранії або Астарти.
З самого початку вимушений був вести запеклі війни з аланськими кочовими об'єднаннями, які атакували Кримський півострів. Водночас були атаковані азійськими племенами якимись варварськими народами: одним з пізніх сарматських племен або германцями (напевне готами). Можливо одружився з готською принцесою задля стримання ворога. З археологічних досліджень відомо, що в часи Інінтімея було зведено нові оборонні споруди навколо Танаїсу.
У цих війнах з варварами Інінтімей, попри всі військово-дипломатичні спроби, зазнавав поразок. У 239 році було захоплене й сплюндроване важливе місто Горгіппія. Водночас між 238 та 240 роками війська Боспору зазнали нищівної поразки від аланів, які захопили степову частину Криму й сплюндрували Неаполь Скіфський. Ймовірно під час цього загинув або помер десь між 240 та 242 роками.
Йому наслідував Рескупорід V, якого різні дослідники вважають сином або небожем Інінтімея.

## Герб
Тамга Інінтімея побудована на основі двох, майже ідентичних гачкоподібних елементів, з'єднаних короткою вертикальною лінією. На плитах, що присвячені перемогам Боспору, знак Інінтімея мав чітку геометризовану форму й виконаний ретельно.